# Puerto de Albaida
El puerto de Albaida es un puerto de montaña que cuenta con 600 metros de altitud sobre el nivel del mar, entre las provincias de Valencia y Alicante (Comunidad Valenciana, España).

## Acceso
Se abrió a principios del siglo XX como una carretera estrecha y sinuosa, así que a comienzos de los 80 se pensó en mejorar la carretera N-340 entre Muro de Alcoy y Albaida. El 17 de febrero de 1992 se abrió el nuevo tramo tras tres años de obras. El 30 de junio de 2010 se acabó de reformar el puerto, convirtiéndolo en autovía (A-7) y mejorando la comunicación entre las dos partes.

## Hidrografía
Cerca de la carretera nace el río Albaida en un conjunto de rocas del cual sale una pequeña fuente de agua (Paraje denominado como "Les Tosquetes").
También hay una cascada más abajo, llamada el Salt de Santa Anna.